# Олимпия
Оли́мпия (др.-греч. Ὀλυμπία, ион. Ὀλυμπίη, эп-ион. Οὐλυμπία) — одно из крупнейших святилищ Древней Греции на Пелопоннесе, где возникли и на протяжении многих веков проводились Олимпийские игры.

## История
Изначально Олимпия — поселение в греческой области Элида, расположенной в северо-западной части Пелопоннеса, в долине между рекой Алфей и её притоком Кладеон. Древнейшие поселения на этой территории относятся к неолиту. В микенскую эпоху здесь господствовало племя писатов. Первоначальное святилище в Олимпии находилось у подножия холма, который позже был назван холмом Кроноса, и было посвящено богине земли Гее. Общее почитание в тех местах богини плодородия позже было связано с культами Геры, Деметры и Гипподамии, в то время как муж этой богини впоследствии отождествлялся с Зевсом, Гераклом Ахейским и Пелопсом.
Когда вместе с дорийцами в эту местность пришли эолийцы (XII век до н. э.), им удалось достаточно быстро подчинить себе плодородную равнину. Олимпия вошла во владения полиса Элида в VII в. до н. э., и элейцы установили в ней прочный культ Зевса, в который влились остальные местные культы.
Кто основал в Олимпии Олимпийские игры, неясно. В мифах есть по крайней мере три разные версии, среди которых преобладает следующая: Игры основал Пелопс, который победил в состязаниях колесниц царя писов Эномая. Очевидно, что состязания в Олимпии проводились и раньше VIII в. до н. э., но традиционная дата первой Олимпиады — 776 год до нашей эры.
В VII—VI веке происходили длительные столкновения между элейцами и писатами за право проведения Игр, победу в этой борьбе в конце концов одержали элейцы. К той же эпохе относится введение Олимпийского перемирия, на период которого все войны между греческими полисами прекращались.
VI—V века стало временем наибольшего расцвета Игр. К V веку относится знаменитая статуя Зевса работы Фидия, а также дошедший до нас фриз Храма Зевса, многочисленные постройки. После этого времени начался постепенный закат. Игры постепенно теряли религиозный характер и становились чистым спортом, перестали быть редкостью подкуп судей и прочая коррупция.
Римский диктатор Сулла в 80 г. до н. э. увёз всех атлетов к себе в Рим, чтобы они украсили один из его триумфов.
Согласно Светонию, около 40 года н. э. римский император Калигула хотел перенести статую Зевса к себе в Рим: «Он распорядился привезти из Греции изображения богов, прославленные и почитанием и искусством, в их числе даже Зевса Олимпийского, — чтобы снять с них головы и заменить своими», когда же приступили к исполнению «статуя Юпитера, которую он приказал разобрать и перевезти в Рим, разразилась вдруг таким раскатом хохота, что машины затряслись, а работники разбежались».
Нерон организовал для себя Олимпиаду на третьем году цикла (67 год н.э) и несмотря на то, что не финишировал вообще, был увенчан лавровым венком как победитель состязаний колесниц. В эпоху Адриана и, позднее, в короткое правление Юлиана Отступника, предпринимались попытки оживить древние игры, но безрезультатно. Христианский император Римской империи Феодосий запретил проведение Олимпийских игр в 394 году, прервав более чем тысячелетнюю традицию.
Храм Зевса был сожжён в 426 году по приказу Феодосия Второго, а разрушен окончательно землетрясениями 522 и 551 годов и разливами Алфея. Византийцы жили в этой местности до IX века нашей эры, причем с VII—VIII веков основным населением местности были пришлые славянские племена. Достаточно сказать, что в средневековье место, где была раньше древняя Олимпия, называлось Сербия. Археологические раскопки начались в 1870-е годы, этот многолетний труд осуществляли германские археологи. С перерывом на Вторую мировую войну раскопки продолжаются до настоящего времени.

## Раскопки в Олимпии
В 1874 году выдающийся немецкий классический археолог, эпиграфист и историк античности Эрнст Курциус был направлен правительством Германии в Афины для заключения договора, по которому раскопки в Олимпии с 1875 года были разрешены исключительно для немецких археологов. Эти раскопки принесли Курциусу мировую известность. В процессе раскопок в 1877 году была найдена знаменитая статуя Гермеса работы Праксителя и многие другие скульптуры. Курциусу помогали архитектор Фридрих Адлер и начинающий, в будущем также знаменитый, археолог Вильгельм Дёрпфельд.
За шесть лет работы в Олимпии (1874—1880) Эрнст Курциус был душой археологических исследований, а Фридрих Адлер — организатором работ. В центре их внимания были раскопки священного Алтиса. Задача Адлера состояла в том, чтобы составлять подробные еженедельные отчёты и издавать новые директивы по раскопкам. Огромное количество находок ещё в процессе изысканий потребовало решения вопроса об их систематизации и последующем местонахождении коллекции.
В 1878 году Адлеру было поручено составление планов музея, а после преодоления трудностей и интриг в 1887 году был открыт Археологический музей Олимпии. Здание музея, стилизованное под древнегреческий храм дорического ордера было спроектировано немецкими архитекторами Фридрихом Адлером и Вильгельмом Дёрпфельдом.

## План святилища
В центре расположена Священная роща (Алтис) — огороженное четырёхугольное пространство, на котором находились храмы. К востоку от Алтиса расположен стадион и, далее, ипподром (за пределами данного плана). За северной стеной, у подножия холма, находились сокровищницы с дарами городов. К западу — гостиницы и учебно-тренировочные площадки для атлетов, а также мастерская, где Фидий, предположительно, работал над статуей Зевса Олимпийского. К югу от Священной рощи располагалось место заседания олимпийского совета (булетревейон).
- 1. Пропилеи
- 2. Пританион
- 3. Филиппейон
- 4. Храм Геры
- 5. Пелопион
- 6. Нимфей
- 7. Метроон
- 8. Заны (бронзовые статуи Зевса)
- 9. Крипт
- 10. Стадион
- 11. Портик Эхо
- 12. Здание Птолемея II и Арсинои
- 13. Портик Гестии
- 14. Эллинистическое строение
- 15. Храм Зевса
- 16. Алтарь Зевса
- 17. Вотивные дары ахейцев
- 18. Вотивные дары Микитоса
- 19. Ника Пэония
- 20. Гимнасий
- 21. Палестра
- 22. Теоколеон
- 23. Героон
- 24. Мастерская Фидия
- 25. Термы Кладея
- 26. Греческие бани
- 27 и 28. Гостиницы
- 29. Леонидеон
- 30. Южные термы
- 31. Булевтерейон
- 32. Южный портик
- 33. Вилла Нерона

Сокровищницы городов:
I. Сикион
II. Сиракузы
III. Эпидавр
IV. Византий
V. Сибарис
VI. Кирена

VII. Неизвестно
VIII. Алтарь ?
IX. Селинунт
X. Метапонт
XI. Мегара
XII. Гела

## Культурное влияние
В честь Олимпии назван астероид Олимпия, открытый в 1906 году.